# کیکی شیمیزو
کیکی شیمیزو (انگلیسی: Keiki Shimizu؛ زادهٔ ۱۰ دسامبر ۱۹۸۵) بازیکن فوتبال اهل ژاپن است.